# Liste der Flüsse im Regierungsbezirk Schwaben

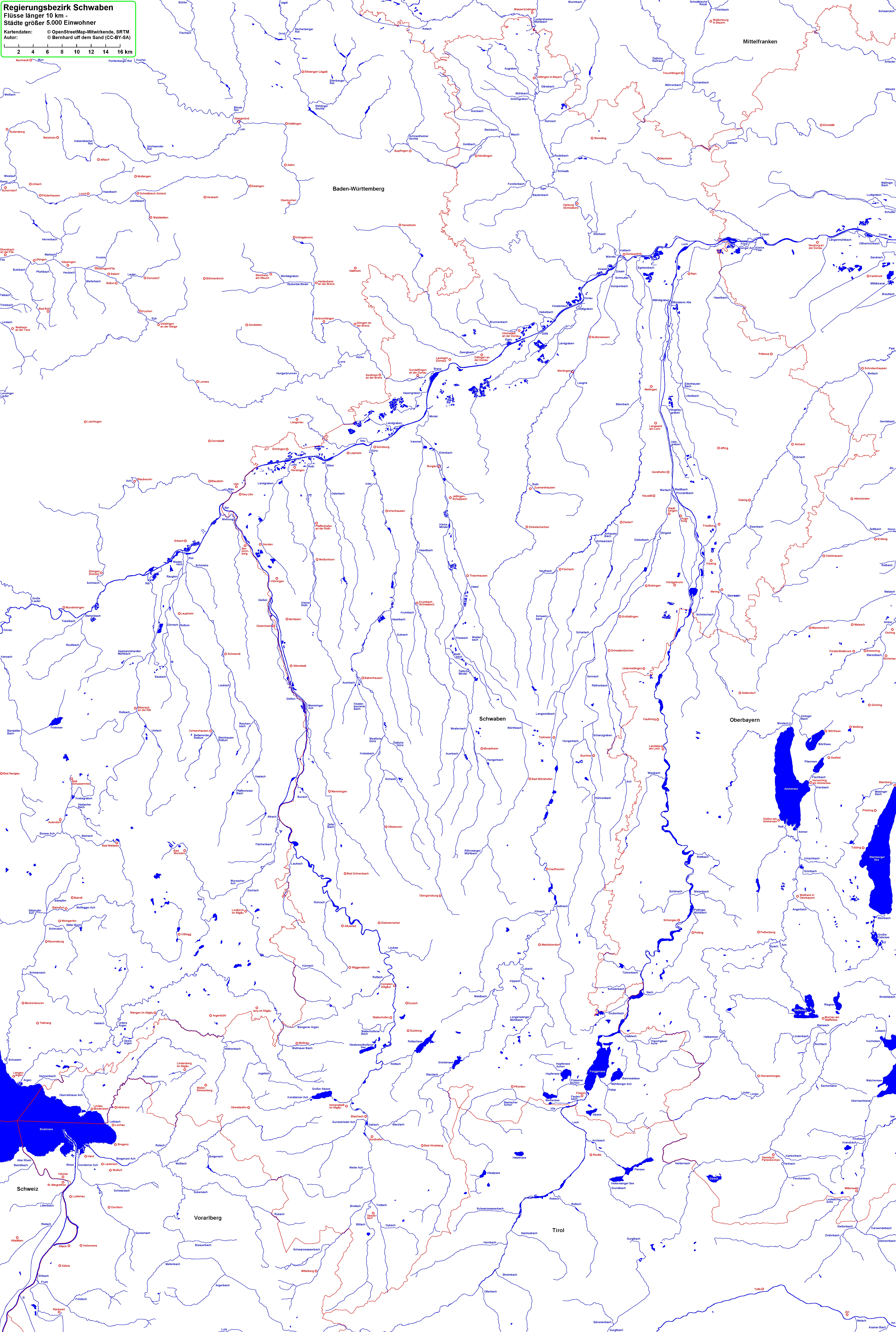
Regierungsbezirk Schwaben - Flüsse 10 km + Städte mit mehr als 5.000 Einwohnern

## Tabelle mit Flüssen mit einer Länge von mindestens 10 km im bayerischenRegierungsbezirk Schwaben
| Name                  | Gewässerkennzahl | Vorfluter       | Mündungsseite | Gesamtlänge in km | Anmerkung                                     | Einzugsgebiet in km² | Quelle / Zusammenfluss | Quellhöhe in m ü. NHN | Mündung                | Mündungshöhe in m ü. NHN | Mittlerer Abfluss in m³/s |
| --------------------- | ---------------- | --------------- | ------------- | ----------------- | --------------------------------------------- | -------------------- | ---------------------- | --------------------- | ---------------------- | ------------------------ | ------------------------- |
| Donau                 | DE: 1            | Schwarzes Meer  |               | .0002.857         | mit Breg                                      | .0817.000            | Martinskapelle         | .0001.078             | Tulcea                 | .0000000                 | .0006.855,000             |
| Weihung               | DE: 11394        | Donau           | rechts        | .0000030          |                                               | .0000082             | Wain                   | .0000579              | Wiblingen              | .0000469                 |                           |
| Iller                 | DE: 114          | Donau           | rechts        | .0000147          | Zusammenfluss Breitach, Stillach und Trettach | .0002.152            | Illerursprung          | .0000783              | Ulm                    | .0000468                 | .0000070,1,000            |
| Breitach              | DE: 114          | Iller           |               | .0000024          | mit Turabach                                  | .0000149             | Baad                   | .0001.237             | Illerursprung          | .0000778                 |                           |
| Trettach              | DE: 1142         | Iller           |               | .0000016          |                                               | .0000075             | Trettachspitze         | .0002.300             | Illerursprung          | .0000778                 | .0000004,49,000           |
| Oybach                | DE: 114214       | Trettach        | rechts        | .0000010          | mit Schartenbach                              |                      | Jochspitz              | .0001.820             | Oberstdorf             | .0000850                 |                           |
| Stillach              | DE: 11422        | Iller           |               | .0000015          | mit Rappenalpenbach                           | .0000081             | Haldenwanger Eck       | .0001.900             | Illerursprung          | .0000778                 | .0000003,53,000           |
| Weiler Ach            | DE: 11432        | Iller           | links         | .0000010          | mit Schönberger Ach                           |                      | Riedberger Horn        | .0001.650             | Fischen im Allgäu      | .0000740                 |                           |
| Ostrach               | DE: 1144         | Iller           | rechts        | .0000029          | mit Bärgündlesbach                            | .0000164             | Hochvogel              | .0001.920             | Sonthofen              | .0000726                 | .0000007,95,000           |
| Starzlach             | DE: 11446        | Ostrach         | rechts        | .0000011          | mit Stuhlbach                                 | .0000021             | Rosskopf               | .0001.550             | Sonthofen              | .0000739                 | .0000000,843,000          |
| Gunzesrieder Ach      | DE: 11452        | Iller           | links         | .0000018          | mit Aubach                                    |                      | Hochgrat               | .0001.800             | Blaichach              | .0000725                 |                           |
| Konstanzer Ach        | DE: 11454        | Iller           | links         | .0000021          | mit Jugetbach                                 | .0000069             | Kalzhofen              | .0001.073             | Immenstadt im Allgäu   | .0000714                 | .0000002,92,000           |
| Rottach               | DE: 11456        | Iller           | rechts        | .0000016          |                                               | .0000061             | Oy-Mittelberg          | .0000861              | Rottach                | .0000700                 |                           |
| Rottach               | DE: 114574       | Iller           | links         | .0000014          | mit Großer Rottach und Gabertobel             | .0000023             | Buchenberg             | .0000915              | Kempten                | .0000656                 |                           |
| Leubas                | DE: 114576       | Iller           | rechts        | .0000010          |                                               |                      | Börwang                | .0000815              | Hirschdorf             | .0000652                 |                           |
| Rohrach               | DE: 114578       | Iller           | links         | .0000018          |                                               | .0000023             | Wiggensbach            | .0000930              | Legau                  | .0000622                 |                           |
| Lautrach              | DE: 11458        | Iller           | links         | .0000029          |                                               |                      | Westenried             | .0000915              | Lautrach               | .0000605                 |                           |
| Eschach               | DE: 11462        | Aitrach         | rechts        | .0000035          |                                               | .0000132             | Buchenberger Wald      | .0001.092             | Leutkirch im Allgäu    | .0000625                 |                           |
| Kürnach               | DE: 114622       | Eschach         | rechts        | .0000010          |                                               |                      | Buchenberg             | .0000917              | Schmidsfelden          | .0000759                 |                           |
| Buxach                | DE: 11472        | Iller           | rechts        | .0000017          |                                               | .0000034             | Kronburg               | .0000695              | Buxheim                | .0000568                 |                           |
| Memminger Ach         | DE: 1148         | Iller           | rechts        | .0000036          | mit Kressenbach und Mühlbach                  | .0000136             | Ittelsburg             | .0000725              | Pleß                   | .0000535                 | .0000002,3,000            |
| Zeller Bach           | DE: 11482        | Memminger Ach   | links         | .0000017          |                                               |                      | Dietmannsried          | .0000755              | Memmingen              | .0000601                 |                           |
| Gießen                | DE: 11496        | Iller           | links         | .0000020          |                                               |                      | Dettingen an der Iller | .0000530              | Regglisweiler          | .0000505                 |                           |
| Leibi                 | DE: 11532        | Donau           | rechts        | .0000022          |                                               |                      | Weißenhorn             | .0000496              | Nersingen              | .0000453                 |                           |
| Landgraben            | DE: 115322       | Leibi           | links         | .0000022          |                                               |                      | Tiefenbach             | .0000525              | Burlafingen            | .0000465                 |                           |
| Roth                  | DE: 1154         | Donau           | rechts        | .0000055          |                                               | .0000208             | Eisenburg              | .0000660              | Oberfahlheim           | .0000453                 | .0000001,6,000            |
| Biber                 | DE: 1156         | Donau           | rechts        | .0000037          |                                               | .0000070             | Matzenhofen            | .0000598              | Unterfahlheim          | .0000446                 |                           |
| Osterbach             | DE: 11562        | Biber           | rechts        | .0000021          |                                               |                      | Buch                   | .0000530              | Silheim                | .0000464                 |                           |
| Günz                  | DE: 1158         | Donau           | rechts        | .0000055          |                                               | .0000714             | Lauben                 | .0000575              | Günzburg               | .0000440                 | .0000008,37,000           |
| Westliche Günz        | DE: 11581        | Günz            | links         | .0000032          |                                               | .0000202             | Hopferbach             | .0000780              | Lauben                 | .0000575                 |                           |
| Schwelk               | DE: 115812       | Westliche Günz  | rechts        | .0000022          |                                               | .0000054             | Ronsberg               | .0000836              | Westerheim             | .0000595                 |                           |
| Krebsbach             | DE: 115814       | Westliche Günz  | links         | .0000018          |                                               |                      | Böhen                  | .0000745              | Günz                   | .0000589                 |                           |
| Östliche Günz         | DE: 11582        | Günz            | rechts        | .0000039          |                                               | .0000114             | Günzach                | .0000810              | Lauben                 | .0000575                 |                           |
| Gutnach               | DE: 115842       | Haselbach       | rechts        | .0000013          |                                               |                      | Oberschönegg           | .0000591              | Ebershausen            | .0000515                 |                           |
| Haselbach             | DE: 11586        | Günz            | rechts        | .0000022          |                                               | .0000090             | Erkheim                | .0000620              | Nattenhausen           | .0000505                 |                           |
| Kötz                  | DE: 115892       | Günz            | links         | .0000013          |                                               | .0000035             | Roggenburg             | .0000515              | Kötz                   | .0000458                 |                           |
| Nau                   | DE: 11592        | Donau           | links         | .0000021          |                                               | .0000104             | Langenau               | .0000462              | Günzburg               | .0000440                 |                           |
| Landgraben            | DE: 11594        | Donau           | links         | .0000018          |                                               |                      | Rammingen              | .0000525              | Offingen               | .0000435                 |                           |
| Mindel                | DE: 116          | Donau           | rechts        | .0000078          |                                               | .0000953             | Ronsberg               | .0000760              | Gundremmingen          | .0000430                 | .0000012,000              |
| Westernach            | DE: 1162         | Mindel          | links         | .0000018          | mit Katzbruier Bach                           | .0000060             | Oberegg                | .0000671              | Mindelheim             | .0000578                 |                           |
| Auerbach              | DE: 11622        | Westernach      | links         | .0000017          |                                               | .0000029             | Wineden                | .0000750              | Unterauerbach          | .0000594                 |                           |
| Östliche Mindel       | DE: 11632        | Mindel          | rechts        | .0000011          |                                               |                      | Egelhofen              | .0000577              | Hasberg                | .0000533                 |                           |
| Weißbach              | DE: 11634        | Mindel          | rechts        | .0000015          | mit Fleckenbach                               |                      | Mattsies               | .0000565              | Hasberg                | .0000530                 |                           |
| Flossach              | DE: 1164         | Mindel          | rechts        | .0000023          |                                               | .0000208             | Türkheim               | .0000626              | Kirchheim in Schwaben  | .0000523                 |                           |
| Wörthbach             | DE: 11642        | Flossach        | links         | .0000035          | mit Friesenrieder Bach                        | .0000134             | Wenglingen             | .0000820              | Unterrammingen         | .0000582                 |                           |
| Hasel                 | DE: 116512       | Mindel          | rechts        | .0000018          |                                               | .0000035             | Tussenhausen           | .0000629              | Thannhausen            | .0000499                 |                           |
| Westerbach            | DE: 1165122      | Hasel           | links         | .0000012          |                                               |                      | Tussenhausen           | .0000628              | Eppishausen            | .0000524                 |                           |
| Kleine Mindel         | DE: 116592       | Mindel          | links         | .0000017          |                                               |                      | Mindelzell             | .0000515              | Jettingen-Scheppach    | .0000470                 |                           |
| Erlenbach             | DE: 11672        | Mindel          | rechts        | .0000015          |                                               |                      | Freihalden             | .0000529              | Mindelaltheim          | .0000443                 |                           |
| Kammel                | DE: 1168         | Mindel          | links         | .0000057          |                                               | .0000262             | Stetten                | .0000704              | Offingen               | .0000439                 |                           |
| Krumbach              | DE: 11682        | Kammel          | links         | .0000011          |                                               | .0000011             | Kirchhaslach           | .0000590              | Krumbach               | .0000505                 |                           |
| Haselbach             | DE: 11684        | Kammel          | rechts        | .0000018          |                                               | .0000034             | Winzer                 | .0000590              | Neuburg an der Kammel  | .0000475                 |                           |
| Brenz                 | DE: 1172         | Donau           | links         | .0000053          |                                               | .0000864             | Brenztopf              | .0000500              | Lauingen               | .0000423                 | .0000007,35,000           |
| Egau                  | DE: 1174         | Donau           | links         | .0000035          |                                               | .0000467             | Neresheim              | .0000492              | Höchstädt an der Donau | .0000410                 | .0000001,9,000            |
| Zwergbach             | DE: 11748        | Egau            | rechts        | .0000024          |                                               |                      | Staufen                | .0000500              | Dillingen an der Donau | .0000420                 |                           |
| Glött                 | DE: 1176         | Donau           | rechts        | .0000035          |                                               | .0000111             | Glöttweng              | .0000507              | Blindheim              | .0000410                 |                           |
| Klosterbach           | DE: 1178         | Donau           | links         | .0000029          |                                               |                      | Mödingen               | .0000465              | Tapfheim               | .0000408                 |                           |
| Brunnenbach           | DE: 11782        | Klosterbach     | links         | .0000011          |                                               |                      | Finningen              | .0000470              | Mörslingen             | .0000428                 |                           |
| Nebelbach             | DE: 11786        | Klosterbach     | links         | .0000014          |                                               |                      | Unterliezheim          | .0000475              | Blindheim              | .0000415                 |                           |
| Glöttgraben           | DE: 11792        | Donau           | rechts        | .0000015          |                                               |                      | Kicklingen             | .0000417              | Rettingen              | .0000405                 |                           |
| Kessel                | DE: 11794        | Donau           | links         | .0000041          |                                               | .0000175             | Forheim                | .0000560              | Donauwörth             | .0000400                 |                           |
| Wörnitz               | DE: 118          | Donau           | links         | .0000132          |                                               | .0001.686            | Schillingsfürst        | .0000492              | Donauwörth             | .0000396                 | .0000012,2,000            |
| Gänsbach              | DE: 11854        | Wörnitz         | links         | .0000010          | mit Linksseitigem Gänsbach und Saubach        | .0000019             | Hüssingen              | .0000511              | Fürfällmühle           | .0000412                 |                           |
| Augraben              | DE: 118552       | Wörnitz         | rechts        | .0000011          |                                               | .0000015             | Fremdingen             | .0000468              | Munningen              | .0000410                 |                           |
| Mühlbach              | DE: 11856        | Wörnitz         | rechts        | .0000015          |                                               | .0000026             | Seglohe                | .0000470              | Munningen              | .0000411                 |                           |
| Grimmgraben           | DE: 11858        | Wörnitz         | rechts        | .0000010          | mit Rechtsseitigem Grimmgraben                | .0000027             | Utzwingen              | .0000451              | Munningen              | .0000412                 |                           |
| Rohrach               | DE: 1186         | Wörnitz         | links         | .0000024          |                                               | .0000050             | Obelshof               | .0000554              | Wechingen              | .0000408                 |                           |
| Rodelbach             | DE: 11872        | Wörnitz         | links         | .0000013          |                                               | .0000052             | Wemding                | .0000482              | Wennenmühle            | .0000406                 |                           |
| Schwalb               | DE: 11874        | Wörnitz         | links         | .0000014          | mit Ursprung                                  | .0000031             | Otting                 | .0000515              | Bühl im Ries           | .0000405                 |                           |
| Eger                  | DE: 1188         | Wörnitz         | rechts        | .0000037          |                                               | .0000441             | Aufhausen              | .0000515              | Großsorheim            | .0000404                 | .0000003,21,000           |
| Goldbach              | DE: 11884        | Eger            | links         | .0000012          |                                               | .0000034             | Kirchheim am Ries      | .0000530              | Nördlingen             | .0000420                 |                           |
| Steinbach             | DE: 11886        | Eger            | links         | .0000015          | mit Riedbach                                  |                      | Unterschneidheim       | .0000484              | Löpsingen              | .0000417                 |                           |
| Mauch                 | DE: 11888        | Eger            | links         | .0000021          | mit Mauchgraben                               | .0000063             | Fremdingen             | .0000467              | Löpsingen              | .0000415                 |                           |
| Arenbach              | DE: 118882       | Mauch           | rechts        | .0000014          |                                               | .0000019             | Ellrichsbronn          | .0000505              | Maihingen              | .0000422                 |                           |
| Forellenbach          | DE: 118892       | Eger            | rechts        | .0000018          |                                               |                      | Forheim                | .0000590              | Möttingen              | .0000409                 |                           |
| Bautenbach            | DE: 118894       | Eger            | rechts        | .0000012          |                                               |                      | Bollstadt              | .0000562              | Möttingen              | .0000406                 |                           |
| Ellerbach             | DE: 11892        | Wörnitz         | links         | .0000012          |                                               | .0000047             | Ebermergen             | .0000403              | Fünfstetten            | .0000519                 |                           |
| Kaibach               | DE: 11894        | Wörnitz         | links         | .0000011          |                                               | .0000021             | Buchdorf               | .0000542              | Donauwörth             | .0000397                 |                           |
| Zusam                 | DE: 1192         | Donau           | rechts        | .0000097          |                                               | .0000576             | Markt Wald             | .0000625              | Donauwörth             | .0000396                 | .0000004,49,000           |
| Roth                  | DE: 11922        | Zusam           | rechts        | .0000013          |                                               |                      | Agawang                | .0000500              | Zusmarshausen          | .0000443                 |                           |
| Laugna                | DE: 11924        | Zusam           | rechts        | .0000022          |                                               | .0000083             | Adelsried              | .0000493              | Wertingen              | .0000417                 |                           |
| Schmutter             | DE: 1194         | Donau           | rechts        | .0000096          |                                               | .0000507             | Siebnach               | .0000630              | Donauwörth             | .0000395                 | .0000003,13,000           |
| Schweinbach           | DE: 119412       | Schmutter       | links         | .0000011          |                                               | .0000014             | Scherstetten           | .0000596              | Münster                | .0000510                 |                           |
| Neufnach              | DE: 11942        | Schmutter       | links         | .0000030          |                                               | .0000072             | Tussenhausen           | .0000608              | Fischach               | .0000490                 |                           |
| Schwarzach            | DE: 11944        | Schmutter       | rechts        | .0000021          |                                               | .0000038             | Schwabegg              | .0000617              | Gessertshausen         | .0000475                 |                           |
| Anhauser Bach         | DE: 11946        | Schmutter       | rechts        | .0000020          |                                               | .0000044             | Reinhartshofen         | .0000585              | Diedorf                | .0000460                 |                           |
| Biberbach             | DE: 119482       | Schmutter       | links         | .0000013          |                                               | .0000057             | Heretsried             | .0000497              | Biberbach              | .0000435                 |                           |
| Egelseebach           | DE: 1196         | Donau           | rechts        | .0000024          | mit Schandgraben und Riedgraben               | .0000032             | Nordendorf             | .0000420              | Genderkingen           | .0000394                 |                           |
| Lech                  | DE: 12           | Donau           | rechts        | .0000256          |                                               | .0003.919            | Formarinsee            | .0001.840             | Marxheim               | .0000392                 | .0000114,000              |
| Archbach              | DE: 1222         | Lech            | rechts        | .0000019          | mit Plansee und Torsäulenbach                 |                      | Ammergauer Alpen       | .0001.770             | Pflach                 | .0000832                 |                           |
| Vils                  | DE: 124          | Lech            | links         | .0000036          | mit Vilsalpsee                                | .0000199             | Jubiläumsweg           | .0001.658             | Vils                   | .0000803                 | .0000007,68,000           |
| Steinacher Achen      | DE: 1248         | Vils            | rechts        | .0000014          |                                               | .0000030             | Tannheimer Berge       | .0001.578             | Pfronten-Steinach      | .0000852                 |                           |
| Mühlberger Ach        | DE: 12514        | Lech            | rechts        | .0000010          |                                               |                      | Hochplatte             | .0001.728             | Forggensee             | .0000781                 |                           |
| Halblech              | DE: 1252         | Lech            | rechts        | .0000015          |                                               | .0000083             | Feigenkopf             | .0001.500             | Premer Lechsee         | .0000746                 |                           |
| Trauchgauer Ache      | DE: 12526        | Halblech        | rechts        | .0000014          |                                               | .0000028             | Schwarzeck             | .0001.378             | Trauchgau              | .0000765                 |                           |
| Gruberbach            | DE: 1254         | Lech            | links         | .0000012          |                                               |                      | Roßhaupten             | .0000852              | Lechbruck am See       | .0000735                 |                           |
| Wertach               | DE: 126          | Lech            | links         | .0000141          | mit Kaltenbrunnenbach                         | .0001.441            | Kühgundkopf            | .0001.460             | Wolfzahnau             | .0000461                 | .0000020,000              |
| Lobach                | DE: 1262         | Wertach         | rechts        | .0000029          |                                               | .0000114             | Zwieselberg            | .0000890              | Leuterschach           | .0000731                 | .0000002,58,000           |
| Lengenwanger Mühlbach | DE: 12624        | Lobach          | links         | .0000017          |                                               | .0000028             | Attlesee               | .0000875              | Lengenwang             | .0000785                 |                           |
| Kippach               | DE: 12626        | Lobach          | links         | .0000013          |                                               | .0000025             | Holzleuten             | .0000845              | Ronried                | .0000748                 |                           |
| Kirnach               | DE: 1264         | Wertach         | links         | .0000032          |                                               | .0000105             | Kempter Wald           | .0000930              | Biessenhofen           | .0000697                 |                           |
| Geltnach              | DE: 12652        | Wertach         | rechts        | .0000026          |                                               | .0000094             | Roßhaupten             | .0000836              | Biessenhofen           | .0000695                 | .0000001,9,000            |
| Gennach               | DE: 1266         | Wertach         | rechts        | .0000049          |                                               | .0000257             | Biessenhofen           | .0000770              | Wertachau              | .0000550                 | .0000001,43,000           |
| Hühnerbach            | DE: 12662        | Gennach         | rechts        | .0000033          |                                               | .0000072             | Stötten am Auerberg    | .0000872              | Ummenhofen             | .0000642                 |                           |
| Scharlach             | DE: 12672        | Wertach         | links         | .0000016          |                                               |                      | Berg                   | .0000590              | Schwabegg              | .0000525                 |                           |
| Diebelbach            | DE: 12674        | Wertach         | links         | .0000012          |                                               |                      | Straßberg              | .0000585              | Göggingen              | .0000485                 |                           |
| Singold               | DE: 12682        | Wertach         | rechts        | .0000051          |                                               | .0000198             | Waal                   | .0000638              | Augsburg               | .0000480                 | .0000002,14,000           |
| Ach                   | DE: 126822       | Singold         | rechts        | .0000016          | mit Hafnerbach                                | .0000021             | Blonhofen              | .0000710              | Waal                   | .0000625                 |                           |
| Röthenbach            | DE: 126826       | Singold         | links         | .0000013          |                                               | .0000032             | Kleinkitzighofen       | .0000610              | Langerringen           | .0000555                 |                           |
| Friedberger Ach       | DE: 132          | Donau           | rechts        | .0000100          |                                               | .0000598             | Penzing                | .0000597              | Stepperg               | .0000385                 |                           |
| Edenhauser Bach       | DE: 1324         | Friedberger Ach | rechts        | .0000012          |                                               |                      | Alsmoos                | .0000470              | Edenhausen             | .0000430                 |                           |
| Kleine Paar           | DE: 1328         | Friedberger Ach | rechts        | .0000031          |                                               | .0000216             | Pöttmes                | .0000463              | Stepperg               | .0000385                 |                           |
| Haselbach             | DE: 13286        | Kleine Paar     | rechts        | .0000010          | mit Kohlgraben und Krebsbach                  |                      | Schainbach             | .0000395              | Gempfing               | .0000390                 |                           |
| Ussel                 | DE: 1332         | Donau           | links         | .0000034          |                                               | .0000140             | Flotzheim              | .0000528              | Stepperg               | .0000384                 |                           |
| Paar                  | DE: 134          | Donau           | rechts        | .0000134          | mit Weihergraben                              | .0001.632            | Geltendorf             | .0000572              | Vohburg an der Donau   | .0000354                 | .0000009,47,000           |
| Steinbach             | DE: 1342         | Paar            | rechts        | .0000012          |                                               | .0000064             | Steinbach              | .0000565              | Mering                 | .0000511                 |                           |
| Ecknach               | DE: 1344         | Paar            | rechts        | .0000017          |                                               |                      | Landmannsdorf          | .0000505              | Aichach                | .0000444                 |                           |
| Weilach               | DE: 1346         | Paar            | rechts        | .0000022          |                                               | .0000112             | Wollomoos              | .0000493              | Schrobenhausen         | .0000407                 |                           |
| Sandrach              | DE: 1348         | Paar            | links         | .0000051          |                                               | .0000351             | Handzell               | .0000480              | Manching               | .0000360                 | .0000002,53,000           |
| Möhrenbach            | DE: 13834        | Altmühl         | rechts        | .0000019          |                                               | .0000128             | Otting                 | .0000509              | Treuchtlingen          | .0000408                 |                           |
| Gailach               | DE: 13838        | Altmühl         | rechts        | .0000022          |                                               | .0000079             | Flotzheim              | .0000419              | Altendorf              | .0000399                 |                           |
| Linder                | DE: 164          | Amper           |               | .0000017          | mit Fischbach                                 |                      | Hochplatte             | .0001.700             | Große Ammerquellen     | .0000850                 |                           |
| Halbammer             | DE: 16412        | Amper           | links         | .0000012          | mit Weißenbach                                | .0000049             | Weißenbach             | .0001.370             | Saulgrub               | .0000800                 | .0000002,000              |
| Rubach                | DE: 21442        | Subersach       | rechts        | .0000010          |                                               | .0000036             | Rohrmoos               | .0001.119             | Sibratsgfäll           | .0000812                 |                           |
| Weißach               | DE: 2146         | Bregenzer Ach   | rechts        | .0000034          |                                               | .0000216             | Immenstadt im Allgäu   | .0001.360             | Langenegg              | .0000465                 |                           |
| Bolgenach             | DE: 21462        | Weißach         | links         | .0000030          |                                               | .0000097             | Besler                 | .0001.311             | Sulzberg               | .0000574                 |                           |
| Rotach                | DE: 2148         | Bregenzer Ach   | rechts        | .0000017          |                                               |                      | Scheidegg              | .0000764              | Doren                  | .0000460                 |                           |
| Leiblach              | DE: 21512        | Bodensee        | rechts        | .0000032          |                                               | .0000103             | Heimenkirch            | .0000687              | Zech                   | .0000395                 | .0000003,37,000           |
| Rickenbach            | DE: 215126       | Leiblach        | links         | .0000014          |                                               | .0000022             | Eichenberg             |                       | Hohenweiler            | .0000447                 |                           |
| Oberreitnauer Ach     | DE: 215192       | Bodensee        | rechts        | .0000017          |                                               |                      | Roggenzell             | .0000538              | Lindau                 | .0000395                 |                           |
| Nonnenbach            | DE: 215194       | Bodensee        | rechts        | .0000017          |                                               | .0000026             | Achberg                | .0000530              | Kressbronn             | .0000395                 |                           |
| Obere Argen           | DE: 2152         | Argen           |               | .0000050          |                                               | .0000220             | Oberstaufen            | .0000770              | Neuravensburg          | .0000489                 | .0000007,02,000           |
| Röthenbach            | DE: 215214       | Obere Argen     | links         | .0000014          | mit Ellhofner Tobelbach und Beulenbach        | .0000024             | Irsengund              | .0000835              | Gestratz               | .0000622                 |                           |
| Untere Argen          | DE: 21522        | Argen           |               | .0000069          |                                               | .0000367             | Missen-Wilhams         | .0000850              | Neuravensburg          | .0000489                 | .0000011,03,000           |
| Weitnauer Bach        | DE: 215222       | Untere Argen    | rechts        | .0000013          |                                               |                      | Ettensberg             | .0000910              | Seltmans               | .0000770                 |                           |
| Wengener Argen        | DE: 215224       | Untere Argen    | rechts        | .0000013          |                                               | .0000028             | Eschacher Weiher       | .0001.041             | Kleinweiler            | .0000728                 |                           |